# Famille Oom
Cette page explique l’histoire ou répertorie les différents membres de la famille Oom.
La famille Oom est une ancienne famille  germano-balte puis russe. 

## Histoire
Cette famille est originaire du Schleswig-Holstein et remonte à Johannes Ohmb (ca 1525°), docteur, chancelier du duc de Holstein-Gottorp Jean-Adolphe. Père du suivant Johannes. 

## Personnalités
- Johannes Ohmb (ca 1550°), superintendant de Dittmarschen. Père du suivant.
- Thomas Ohmb (1571-1612), marchand à Lunden. Père du suivant.
- Hans Ohmb (1597-1664), émigre à Tallinn, alors suédoise, en 1612 et devient Aîné (Ältermann) de la Grande Guilde (Tallinn). Le roi Gustave II Adolphe lui fait don du domaine et château de Sõmerpalu (et) (Sõmerpalu) (1631) ainsi que de celui de Pruuna. Il louait par ailleurs le château de Erastvere (et). Il fit construire en 1640 un barrage et un moulin à grain sur la rivière Võhandu qui fut démolie et incendiée par les paysans d'Urvaste en juillet 1642 parce qu'ils pensaient que cela souillait l'eau du fleuve sacré. En 1644, le pasteur Johann Gutslaff d'Urvaste, aux frais de Hans Ohm, publia un livre intitulé "Un bref message et une doctrine concernant la rivière Võhandu en Livonie, considérée à tort comme sacrée". Le seul exemplaire connu est conservé dans les archives de la ville de Tallinn (f 230, n 1, s Hrt 35). Père du suivant.
- Hans Ohmb (1630-1672), Aîné de la Grande Guilde de Tallinn. Père du suivant.
- Adolph (I) Oom (1670-1753), marchand de Tallinn, membre de la guilde des Têtes Noires de Tallinn (1696) puis de la Grande guilde (1702), conseiller (1721-23), bailli (Gerichtsvogt puis Herrenvogt), maire de Tallinn (1710, 1727–1753), maire-président (Präsidierender Bürgermeister) (1729, 1733 et 1737). Grand-père du suivant.
- Adolph (II) Oom (1753-1811), magistrat, marchand de Tallinn, Aîné de la Grande Guilde (Tallinn), conseiller (1797) puis maire de la ville (1799), maire-président (1810). Père du suivant.
- Wilhelm-Adolf (Adolf Adolfovich) Oom (1791, Tallinn - 1827, Saint-Pétersbourg). Riche marchand de Tallinn, il fait faillite et déménage avec sa famille à Saint-Pétersbourg. Son épouse est Anna Fedorovna Oom (ru), née Furman (1791-1850), qui devient la surveillante en chef de l'orphelinat de Saint-Pétersbourg (ru) puis la directrice de l'Institut des orphelins (ru) pendant 25 ans. Elle est la sœur du sénateur et conseiller privé (en) Roman Fedorovich Furman (ru) (1784-1851) et du décembriste Andrei Fedorovich Furman (ru) (1795-1835), et la grand-mère de l'ornithologue Theodor Pleske et du ministre Édouard Pleske. Grâce aux relations de son épouse, il fut nommé au poste de superviseur à l'Académie des arts de Saint-Pétersbourg. Ils sont les parents du suivant Fyodor Adolfovich.
- Fyodor Adolfovich Oom (ru) (1826-1898), précepteur du Grand-duc Nicolas Alexandrovitch de Russie et du futur Alexandre III. Secrétaire de l'impératrice, il meurt avec le grade de véritable conseiller privé. Il écrivit plus tard d'intéressants souvenirs de sa vie à la cour du tsar. Récipiendaire de l'Ordre de Saint-Alexandre Nevski (1889) avec diamants (1894). Il est par ailleurs le filleul de l'homme de lettre Ivan Krylov. Père du suivant.
- Fedor Fedorovich Oom (ru) (1863, Saint-Pétersbourg - 1945, Neuilly-sur-Seine), sénateur russe, conseiller d'État par intérim (1905), secrétaire d'État adjoint du Conseil d'État, chambellan et conseiller privé (1912). Récipiendaire de l'Ordre de Saint-Vladimir (3e classe), de Sainte-Anne (1re classe) et de Saint-Stanislas (1re classe). Il épousa en premières noces Magdalena Konstantinovna von Strandmann (de), fille du General der Kavallerie Konstantin von Strandmann (1829–1913), puis la baronne Olga Nikolaevna Staël von Holstein (1869-1938), fille du général baron Nikolaj Alexandrovich von Holstein (1833-1897) et veuve du gouverneur de Livonie Nikolai Alexandrovitch Zvegintsov (ru) (1848-1920). La lignée masculine des Ooms de Tallinn et de Saint-Pétersbourg s'éteint avec lui.
- Anna Fedorovna Oom (1860-1950), sœur du précédent, elle est la femme du comte Vladimir Nikolaïevitch Kokovtsov, président du Conseil des ministres de l'Empire russe. Leurs descendants vivent en France.

### Fonds d'archives
- "Famille Oom" - Archives de la ville de Tallinn
- "Oom" - Archives de l'état civil d'Estonie - http://www.ra.ee/dgs/_purl.php?shc=TLA.236.1.4b:71